# Samantha Cornett
Samantha Jean Cornett (* 4. Februar 1991 in Deep River) ist eine ehemalige kanadische Squashspielerin.

## Karriere
Samantha Cornett begann ihre professionelle Karriere in der Saison 2007 und gewann 13 Turniere auf der PSA World Tour. Ihre höchste Platzierung in der Weltrangliste erreichte sie mit Rang 23 im Februar 2018. Bei den Panamerikanischen Spielen gewann sie 2011 die Silbermedaille im Einzel sowie Gold mit der Mannschaft. 2015 gewann sie im Einzel die Bronze- und im Doppel sowie mit der Mannschaft die Silbermedaille. 2019 sicherte sie in diesen Disziplinen die gleichen Medaillen. Mit der kanadischen Nationalmannschaft nahm sie 2010, 2012, 2016, 2018 und 2022 an Weltmeisterschaften teil. Ihr bestes Ergebnis im Einzel bei einer Weltmeisterschaft erzielte sie 2013, als sie nach erfolgreicher Qualifikation ins Achtelfinale einzog. Sie wurde von 2013 bis 2015 und nochmals 2019 kanadische Landesmeisterin. Im April 2020 beendete sie ihre Karriere.

## Erfolge
- Vize-Panamerikameister: 2014, 2018
- Vize-Panamerikameister mit der Mannschaft: 2014
- Gewonnene PSA-Titel: 13
- Panamerikanische Spiele: 1 × Gold (Mannschaft 2011), 5 × Silber (Einzel 2011, Doppel und Mannschaft 2015 und 2019), 1 × Bronze (Einzel 2015 und 2019)
- Kanadischer Meister: 4 Titel (2013–2015, 2019)